# Atlético Monte Azul
L'Atlético Monte Azul, meglio noto come Monte Azul, è una società calcistica brasiliana con sede nella città di Monte Azul Paulista.

## Storia
L'Atlético Monte Azul è stato fondato il 28 aprile 1920 da un gruppo di persone, tra cui José Cione, che propose la denominazione Monte Azul. Verso la fine degli anni '40, la sezione di calcio divenne professionistica, e iniziò a prendere parte al Campionato Paulista nel 1950. Nel 2004 il club ha vinto il Campeonato Paulista Segunda Divisão. Nel 2009 il Monte Azul vinse il Campeonato Paulista Série A2, dopo aver sconfitto il Rio Branco in finale, venendo così promosso nella massima serie statale dell'anno successivo.

## Palmarès

### Competizioni statali
- Campeonato Paulista Série A2: 1

2009
- Campeonato Paulista Segunda Divisão: 1

2004
- Copa Paulista: 1

2024